# Kristoffer Nordfeldt
Bo Kristoffer Nordfeldt (Estocolmo, Suecia, 23 de junio de 1989) es un futbolista sueco. Juega de portero y milita en el AIK Estocolmo de la Allsvenskan.

## Trayectoria
Realizó sus divisiones menores en IF Brommapojkarna, donde compartió equipo con el chileno Miiko Albornoz. Sin embargo, en 2010 descendió de categoría.
En 2012 firmó por el SC Heerenveen compartiendo equipo con su compatriota Viktor Elm, clasificando a la Liga Europa de la UEFA 2012-13.
A mediados de 2015 fue transferido al Swansea City por 850 miles €. Compitió por el puesto de portero con el polaco Łukasz Fabiański, siendo su habitual suplente. Jugó además al lado de su compatriota Martin Olsson y el español Fernando Llorente. Descendió en la Premier League 2017-18.
El 14 de enero de 2020 el Gençlerbirliği S. K. anunció su fichaje por una temporada y media. Pasado ese tiempo regresó a su país para jugar en el AIK Estocolmo.

## Selección nacional
Ha sido internacional con la selección de fútbol de Suecia, ha jugado 18 partidos internacionales por dicho seleccionado.

## Clubes
| Club                  | País         | Año       |
| --------------------- | ------------ | --------- |
| IF Brommapojkarna     | Suecia       | 2006-2011 |
| S. C. Heerenveen      | Países Bajos | 2012-2015 |
| Swansea City A. F. C. | Gales        | 2015-2020 |
| Gençlerbirliği S. K.  | Turquía      | 2020-2021 |
| AIK Estocolmo         | Suecia       | 2021-     |